# Diidroorotato deidrogenasi
La diidroorotato deidrogenasi è un enzima appartenente alla classe delle ossidoreduttasi, che catalizza la seguente reazione:
(S)-diidroorotato + ubichinone ( Q  )  ⇄ orotato +  ubichinolo (QH2)
È una flavoproteina associata alla faccia esterna della membrana mitocondriale interna, ed è coinvolta nella sintesi delle basi pirimidiniche.